# Jižní Amerika

Jižní Amerika je jižní část amerického kontinentu. Celá tato část se nachází na západní polokouli. Její větší část je na jižní polokouli, menší na severní polokouli (čtyři země – Venezuela, Guyana, Surinam a Francouzská Guyana – leží celým svým územím na severní polokouli). Kontinentem prochází rovník a obratník Kozoroha; kontinent je na západě ohraničen Tichým oceánem, Atlantským oceánem je ohraničen na východě. Jižní Amerika je spojena se Severní Amerikou úzkou pevninskou šíjí většinou nazývanou Střední Amerika. K propojení kontinentů došlo z geologického hlediska teprve v nedávné době. Na jihu odděluje Drakeův průliv jižní cíp kontinentu tvořený ostrovem Ohňová země od Antarktidy. Na jih od Ohňové země se nachází Hornův mys, který spojuje Atlantský a Tichý oceán.

## Historie
K prvnímu osídlení Jižní Ameriky došlo zřejmě přechodem lidí přes pevninský most v dnešním Beringově průlivu. Ovšem existují i náznaky migrace z oblasti jižního Tichého oceánu. Některé fosilní objevy z Argentiny naznačují, že lidé tu byli přítomni již před 30 000 lety. Obě Ameriky byly pojmenovány po Amerigo Vespuccim. Poznal jako první, že země, kterou objevil Kryštof Kolumbus není Indie, ale nový kontinent. Jihoamerický kontinent byl od 16. století do počátku 19. století téměř zcela rozdělen do kolonií pod španělskou a portugalskou správou. V současnosti zde existuje 12 nezávislých republik a 3 závislá území: Francouzská Guyana, Falklandy a Jižní Georgie.
Po celé délce západního pobřeží Jižní Ameriky se vypíná pohoří And. Na východ od And, směrem do vnitrozemí se nachází rozlehlé oblasti porostlé tropickým deštným lesem. Většina jihoamerické pevniny východně od And patří do povodí Amazonky. K jihoamerickému kontinentu se počítají také přilehlé ostrovy, z nichž většina je kontrolována zeměmi na kontinentu (např. Galapágy). Ostrovy v Karibiku se přiřazují k Severní nebo Střední Americe.

## Poloha
Jižní Amerika je napojena na Severní Ameriku 48 km širokou Panamskou šíjí. Za rozhraní obou světadílů se obvykle považuje až státní hranice mezi Panamou a Kolumbií. Z karibských ostrovů se většina přiřazuje k Severní, resp. Střední Americe. Výjimkou je souostroví Trinidad a Tobago, případně též Aruba, Curaçao, Bonaire a ostrovy spravované jihoamerickými státy.
Nejzazší body na pevnině:
- Severní bod: Punta Gallinas na poloostrově Guajira v Kolumbii (12° 27' s.š.)
- Jižní bod: Cabo Froward na poloostrově Brunswick v Chile (53° 54' j.š.)
- Západní bod: Punta Pariñas v severním Peru (81° 22' z.d.)
- Východní bod: mys Branco v Brazílii (34° 45' z.d.)

Nejzazší body včetně ostrovů:
- Severní bod: ostrovy Los Monjes pod správou Venezuely (12° 30' s.š.)
- Jižní bod: ostrov Diego Ramírez v Drakeově průlivu pod správou Chile (56° 32' j.š.)
- Západní bod: Darwinův ostrov na Galapágách spravovaných Ekvádorem (92° 01' z.d.) (Na západě leží Velikonoční ostrov spravovaný Chile, ten se už ale obvykle nepřiřazuje k Jižní Americe, nýbrž k Oceánii.)
- Východní bod: Ilha de Martin Vaz pod správou Brazílie (28° 51' z.d.)

## Geografie

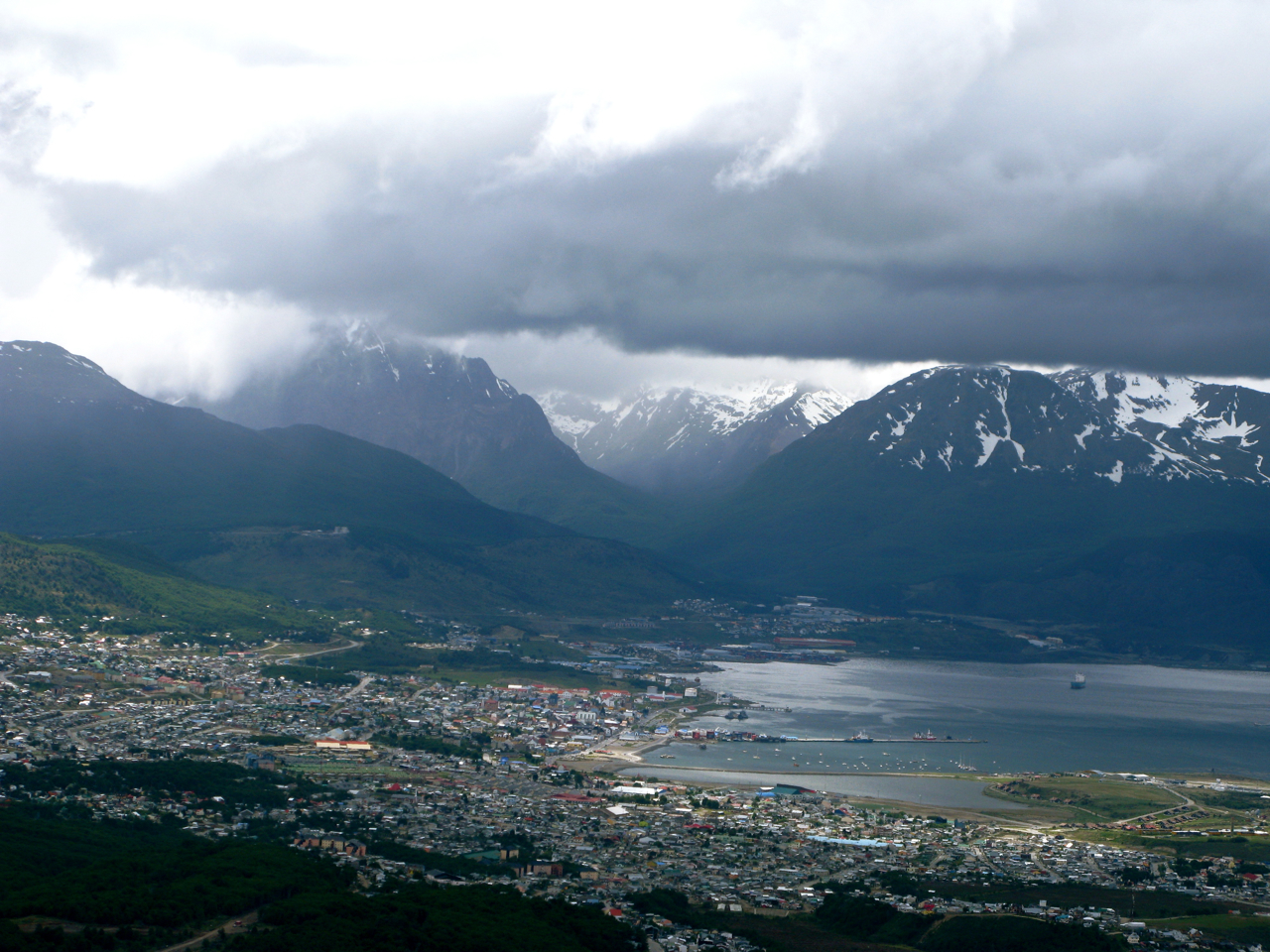
Ohňová země je nejjižnějším výběžkem Jižní Ameriky

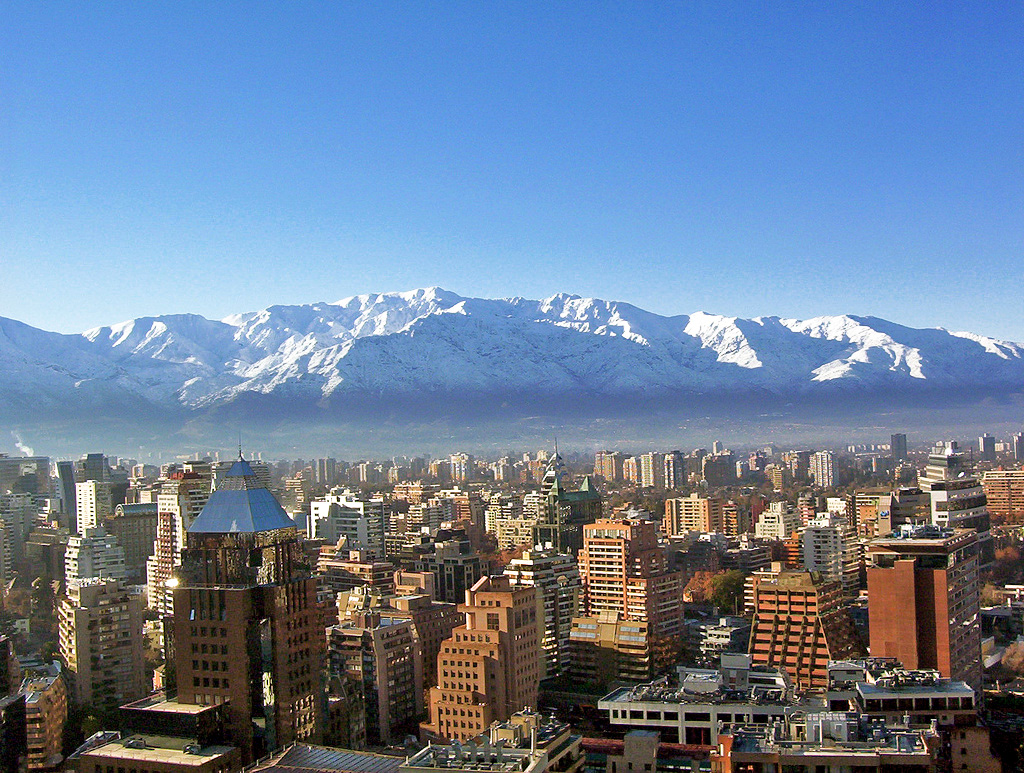
Na úpatí hřebenů chilských And leží Santiago de Chile

Jihoamerický subkontinent lze rozdělit na tři velké geografické celky:
- Velehorské Andy na západě
- Tři velké nížiny na východ od And
- Tři pohoří východně od And

Na západním pobřeží kontinentu tvoří Andy nejdelší pevninské pohoří na Zemi. Velehory se táhnou v délce 7 500 km od Venezuely podél pobřeží Tichého oceánu až k jižnímu cípu Patagonie. Nejvyšší vrchol And je 6 961 metrů vysoká Aconcagua. Je zároveň nejvyšší horou Jižní Ameriky a nejvyšší horou mimo Asii. Hora leží na hranicích Argentiny a Chile. Nejnižší bod kontinentu se nachází poblíž města Santa Cruz – Laguna del Carbon 105 metrů pod hladinou světového oceánu. Jižním bodem kontinentu je mys Horn.
Největší nížinou je Amazonská nížina, rovníková tropická nížina, která je odvodňována Amazonkou spolu s jejími 10 tisíci přítoky. Z And přes celý kontinent na východ tekoucí Amazonka s délkou 7 062 km je nejdelší řeka Jižní Ameriky a je nejvodnější řekou na Zemi. Na severu kontinentu se nachází Orinocká nížina, která je ohraničená Amazonskou nížinou, Guyanskou vysočinou na jihu, Na severu je ohraničená venezuelským pobřežím. Další nížina se nachází na jihu kontinentu, kde řeky Paraguay a Paraná tvořící říční systém přitékají se severu z Pantanalu a přechází subtropickou bažinatou oblast.
Vysočinami jsou Guyanská vysočina, Brazilská vysočina a Východopatagonská vysočina.
Jižní cíp Jižní Ameriky, tvořený především Argentinou, Uruguayí a Chile, tvoří svébytný region Cono Sur.

### Geologie a geomorfologie

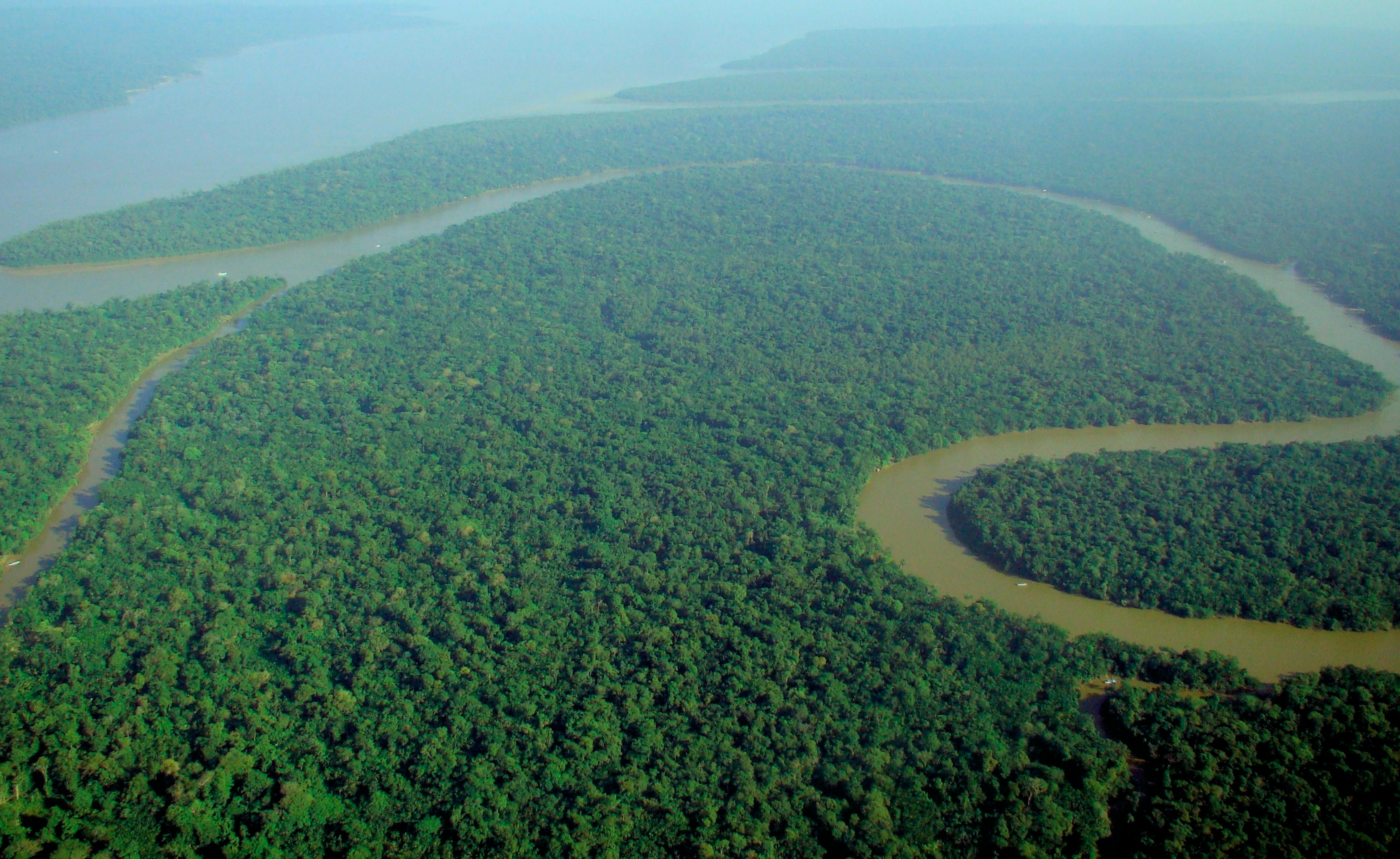
Amazonka protékající nížinným deštným pralesem je nejdelší řekou světa

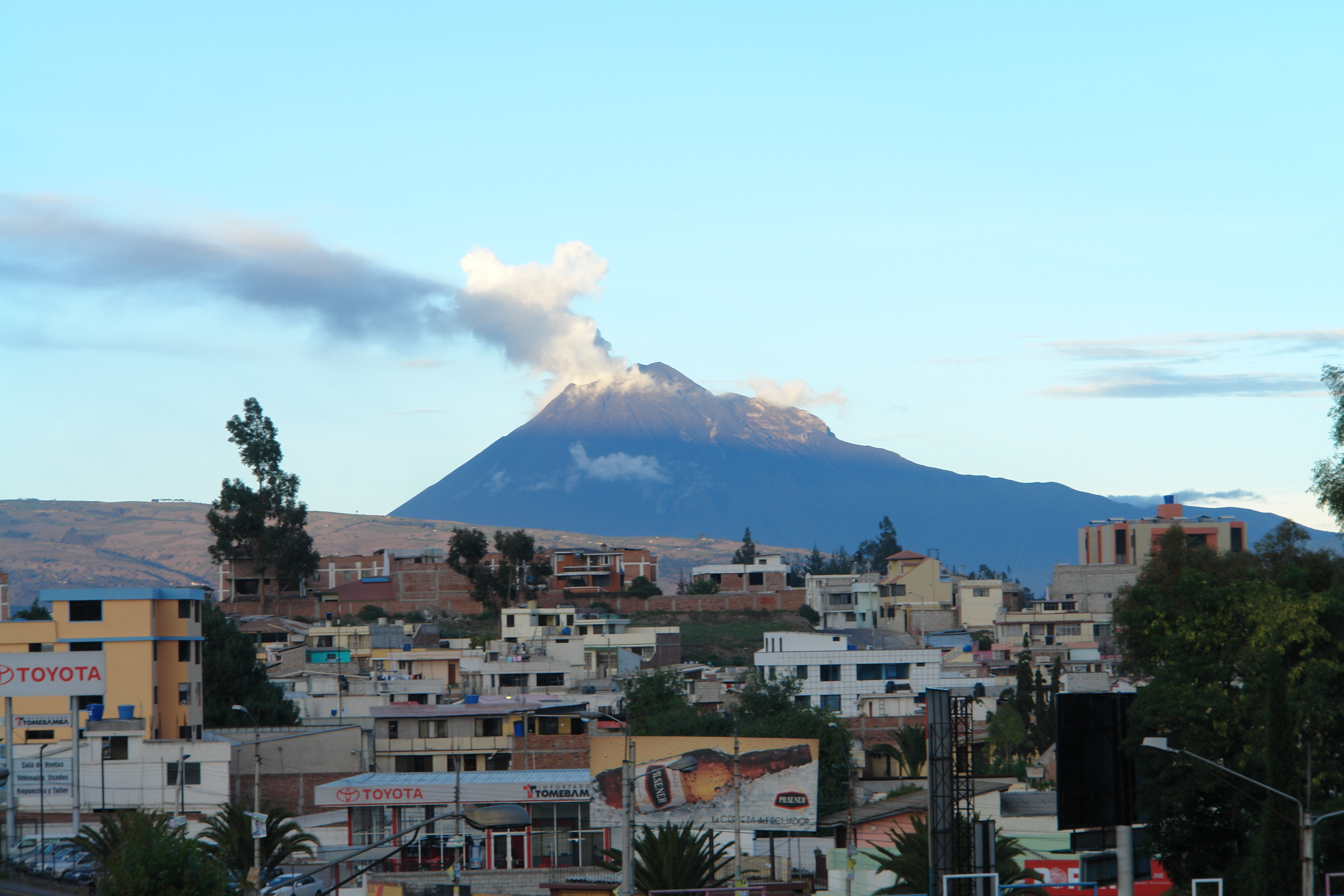
Erupce vulkánu v Ekvádoru

Okraj Jižní Ameriky při pobřeží Tichého oceánu je ovlivňován geologicky aktivním okrajem kontinentu ve formě subdukční zóny. Atlantská strana kontinentu je geologicky pasivní. Východní hory kontinentu mají prekambrický základ, který je překryt pískovcem. V nížinných strukturách řek převažují třetihorní a čtvrtohorní sedimenty.Na jihu tvoří patagonská platforma základnu patagonské vysočiny. Orogenní Andy tvoří většinou vrstvy vulkanických sedimentů, poprekambrické sedimenty, a pohoří z doby středního a mladšího prekambria. Region And má díky poloze na geologicky aktivním okraji kontinentu bohatý výskyt zemětřesení a vulkanismu. Jižní Amerika byla dílem prakontinentu Gondwana. Důkazem je podobnost pobřeží Jižní Ameriky a Afriky, značné množství čediče který vznikl při vytvoření východní okraje kontinentu, stejné linie pískovců a důkazy zalednění v permu a karbonu. Jižní část kontinentu se vyznačuje několikerým zaledněním ve čtvrtohorách. Geomorfologickými jevy jsou zde ledovcová jezera, morény a tvary, které vznikly při tání ledovců.
V Jižní Americe se nachází celosvětově důležité zásoby surovin a minerálů. Těží se zde železná ruda, ledek, ropa, uhlí, zlato a měď.

### Klima
Klima Jižní Ameriky zahrnuje všechny pásy. Celoroční vliv má Humboldtův proud na západě, tropické pásmo tlakových níží (ITCZ), vznik tropických cyklón na okraji subtropické tlakové výše a pasátové větry. Studený Humboldtův proud má za účinek ochlazení povrchové mořské vody při pobřeží severního Chile a Peru, což má za následek vytvoření pobřežních pouští. Tento fenomén spočívá ve skutečnosti, že ochlazený vzduch vytváří trvalou inverzi, což vede k vytvoření trvalé tlakové výše, která nedovolí konvenkci a tím i srážky. Důsledkem jsou rozsáhlé pouště na pobřeží moře. Rovníková tropická poloha vede v období jižní zimy k vytvoření tropické konvenční zóny v oblasti centrální Amazonie a má za důsledek silné srážky. V létě se rozšiřuje dále na jih, a tím je tropické pásmo uvnitř bohaté na celoroční dešťové srážky. Taktéž v létě se vytváří kontinentální teplá tlaková níže, která je velmi bohatá na srážky. Jižní okraj tropů je proto velmi bohatý na letní dešťové srážky.

## Jazyky

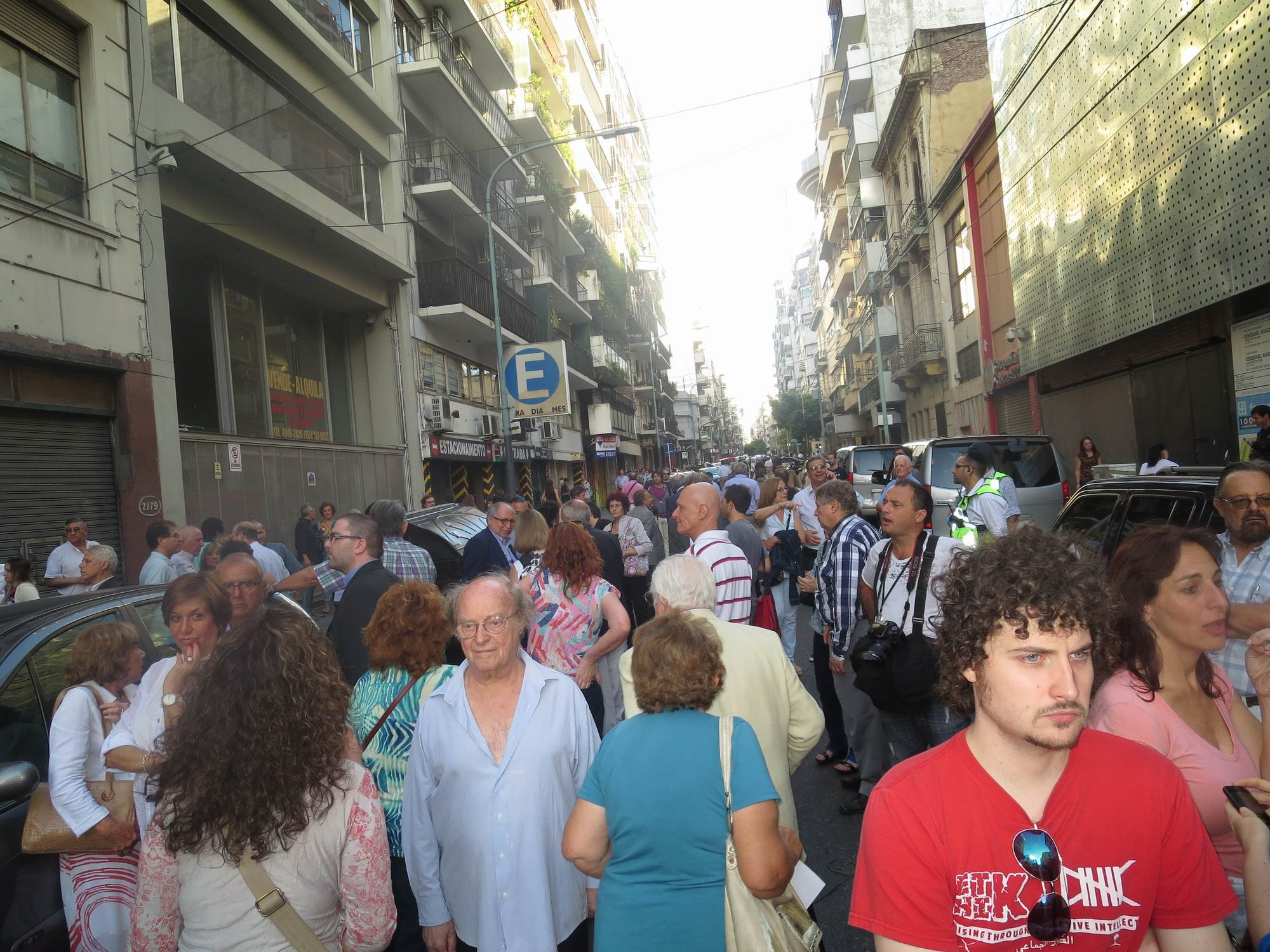
V Buenos Aires převažuje španělsky mluvící obyvatelstvo evropského původu

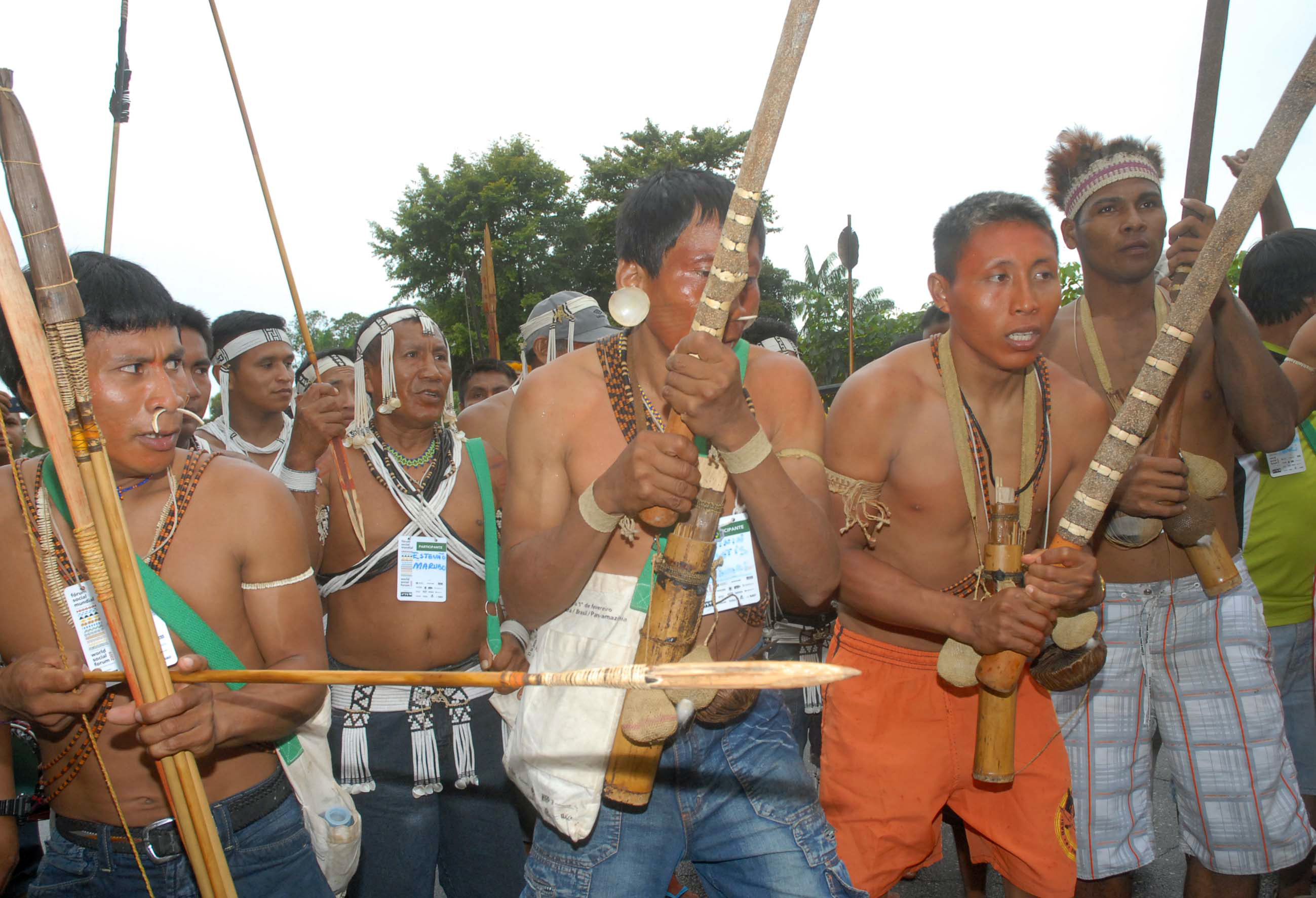
Brazilští indiáni

Dvěma hlavními jazyky Jižní Ameriky jsou španělština a portugalština, přičemž oba zde mají přibližně stejný počet mluvčích. Portugalsky se mluví v Brazílii, zatímco španělsky ve většině ostatních zemí, bývalých španělských koloniích. Další evropské jazyky jsou rozšířeny pouze okrajově: angličtina v Guyaně, nizozemština v Surinamu a francouzština ve Francouzské Guyaně.
Kromě toho tu existují indiánské jazyky, které mají většinou malý počet mluvčích, mezi výjimky se řadí guaranština, které je úředním jazykem v Paraguayi, a kečuánština a ajmarština v Peru a Bolívii, které mají každý několik milionů mluvčích.

## Jižní Amerika – geografické rekordy
- Nejvyšší hora: Aconcagua – 6961 m (Argentina)
- Nejvyšší činná sopka: Ojos del Salado – 6893 m (Argentina, Chile)
- Nejdelší řeka: Amazonka (zdrojnice – Ucayali, Marañón) – 7 062 km (Brazílie, Kolumbie, Peru)
- Největší jezero: Titicaca – 8 288 km² (Bolívie, Peru)
- Největší ostrov: Ohňová země – 48 000 km² (Argentina, Chile)
- Nejlidnatější stát: Brazílie – 207 353 391 obyvatel (5. místo na světě)
- Největší stát: Brazílie – 8 514 877 km² (5. místo na světě)

## Státy Jižní Ameriky
| Stát      | Hlavní město      | Populace (rok 2017) | Rozloha (km²) | Hustota zalidnění | HDP dle PPP (intl. $/obyv./rok) (rok 2019) |
| --------- | ----------------- | ------------------- | ------------- | ----------------- | ------------------------------------------ |
| Argentina | Buenos Aires      | 44 293 293          | 2 780 400 km² | 15.93 obyv./km²   | 22 947,1                                   |
| Bolívie   | Sucre             | 11 138 234          | 1 098 581 km² | 10.13 obyv./km²   | 9 086,1                                    |
| Brazílie  | Brasília          | 207 353 391         | 8 515 770 km² | 24.35 obyv./km²   | 15 258,9                                   |
| Ekvádor   | Quito             | 16 290 913          | 283 561 km²   | 57.45 obyv./km²   | 11 846,8                                   |
| Guyana    | Georgetown        | 737 718             | 214 969 km²   | 3.43 obyv./km²    | 10 104,7                                   |
| Chile     | Santiago de Chile | 17 789 267          | 756 102 km²   | 23.53 obyv./km²   | 25 155,0                                   |
| Kolumbie  | Bogota (Bogotá)   | 47 698 524          | 1 138 910 km² | 41.88 obyv./km²   | 15 643,7                                   |
| Paraguay  | Asunción          | 6 943 739           | 406 752 km²   | 17.07 obyv./km²   | 13 210,3                                   |
| Peru      | Lima              | 31 036 656          | 1 285 216 km² | 24.15 obyv./km²   | 13 380,4                                   |
| Surinam   | Paramaribo        | 591 919             | 163 820 km²   | 3.61 obyv./km²    | 17 005,4                                   |
| Uruguay   | Montevideo        | 3 360 148           | 176 215 km²   | 19.07 obyv./km²   | 22 454,7                                   |
| Venezuela | Caracas           | 31 304 016          | 912 050 km²   | 34.32 obyv./km²   | 17 527,4                                   |

### Závislá území
| Závislé území                             | Hlavní město | Nadřazený stát     | Populace      | Rozloha    | Hustota zalidnění |
| ----------------------------------------- | ------------ | ------------------ | ------------- | ---------- | ----------------- |
| Francouzská Guyana                        | Cayenne      | Francie            | 290 291 obyv. | 83 534 km² | 2,62 obyv./km²    |
| Falklandy                                 | Port Stanley | Spojené království | 3 140 obyv.   | 12 173 km² | 0,25 obyv./km²    |
| Jižní Georgie a Jižní Sandwichovy ostrovy | Grytviken    | Spojené království | 30 obyv.      | 3 903 km²  | 0,005 obyv./km²   |